# Nevian
Nevian (en francès Névian) és un municipi francès situat al departament de l'Aude i a la regió d'Occitània.